# Ванський музей
Ванський музей — археологічний музей в Туреччині, розташований в місті Ван. У Ванському музеї зібрані експонати здобуті в результаті розкопок двох урартських столиць Тушпи і Русахінілі, розташованих в безпосередній близькості від міста Ван, а також з кількох навколишніх урартських фортець, розташованих недалеко від озера Ван. Музей має багату колекцію урартського клинопису і найбагатше в світі зібрання експонатів, пов'язаних з Урарту.